# Henrietta Baker Chanfrau
Henrietta Baker Chanfrau (1837–1909) fue una actriz de teatro estadounidense.
Nacida como Jeannette Davis en Filadelfia, antes de que Henrietta se casará, su nombre artístico era Henrietta Baker. Baker hizo su debut como vocalista en el verano de 1854 en los Edificios de la Asamblea en Filadelfia, la obra estuvo bajo la dirección del Maestro Muller.[cita requerida]
Su primera aparición en el teatro fue en el museo de Filadelfia el 9 de septiembre de 1854, donde interpretó a Miss Apsley en una adaptación de The Willow Copse. Poco después, Baker se convirtió en miembro de Teatro Arch Street, donde permaneció ahí casi dos años. Después, Henrietta se convirtió en miembro de la compañía de Lewis Baker cuando este abrió National en Cincinnati, Ohio, Baker permaneció en la compañía entre 1857 hasta 1858.
Después de una larga ausencia en la ciudad de Nueva York, en 1886 apareció en el Teatro Fourteenth Street como Linda Colmore en The Scapegoat.
Se casó con el actor Frank Chanfrau en julio de 1858. Murió en Burlington (Nueva Jersey), el 21 de septiembre de 1909.